# Mi Amigo Ángel
Mi Amigo Ángel es un filme de 1962 el cual es considera la primera película totalmente producida en Honduras por un cineasta profesional, Sami Kafati, en ella se retrata la vida de Ángel, un niño hijo de un padre alcohólico y una madre ama de casa.

## Argumento
La película inicia con tomas aéreas de la capital de Honduras, el Distrito Central, capturando en sus fotogramas a Tegucigalpa y Comayagüela, en la plaza central y los puentes que comunican ambas ciudades.
La cinta pasa posteriormente a mostrar el día a día de un hogar humilde, mientras se despierta una familia, una madre, su bebé y su padre duermen en una cama unipersonal y su niño mayor, Ángel, duerme en el suelo, todos se levantan a sus labores diarias excepto el padre, quien queda durmiendo en la casa.
Ángel sale a trabajar como zapatero en el centro de Tegucigalpa, mientras se observa el día a día de la ciudad capital, junto a su madre, quien se dirige a lavar ropa al rio mientras cuida a su vez de su bebé.
En un parque de la capital se encuentra a su amigo, otro niño zapatero, luego de que un zapatero adolescente tratara de quitarle el dinero que se ganaba y ambos deciden ir a nadar al río, al que se les une después el zapatero adolescente, mientras tanto el zapatero adolescente mira a la madre de Ángel lavando ropa en el río, cuando terminan de jugar en el río, todos se retiran a volver a su trabajo, el zapatero adolescente dice que perdió su navaja y regresa a buscarla, mientras ellos continúan caminando.
La madre del niño zapatero lava ropa en el río mientras cuida a su vez del niño menor, mientras el zapatero adolescente la sorprende y la fuerza a tener relaciones con él. En la siguiente escena dos niños zapateros pasan a fumar cigarros debajo de un puente, al regresar el niño mira a su madre y al zapatero adolescente y se retira llorando.
Posteriormente el zapatero adolescente baila en la plaza central de Tegucigalpa al ritmo de la música producida por un autoparlante, el niño lo observa y le tira la caja de zapatos y luego huye a esconderse a la catedral de Tegucigalpa. Ángel regresa a su casa y encuentra a su madre amamantando a su hermano menor y su madre le pide que vaya a buscar a su padre ya que el bebé está enfermo. Ángel sale a buscar a su padre a varios estancos, hasta que lo encuentra en uno de ellos durmiendo sobre el suelo e intenta despertarlo y trata de ayudarlo a llevarlo a la casa resultando la tarea imposible. La película termina con Ángel caminando por un cementerio con cruces sobre las tumbas de sus muertos.

## Producción
La cinta fue totalmente producida en Honduras en 1962, con guion, fotografía y dirección a cargo de Sami Kafati, música a cargo de Samir Kafati y edición a cargo de Fernando Uribe Jacome. La cinta está influenciada fuertemente por le Neorrealismo Italiano razón por la cual fue grabada en blanco y negro.

## Reparto
- Ángel, el hijo mayor de la familia.
- Madre de Ángel, interpretada por Ada Argentina Abraham.
- Pedrito (hermano menor de Ángel)
- Padre de Angel (ebrio y dormido durante toda la película).
- Marcos, zapatero abusador, interpretado por Carlos Salgado

Los actores que interpretan a los personajes son:
- Roger Membreño,
- Adib Kafati,
- Fausto Cortez,
- Oswaldo Juanez